# ビー・ハッピー (メアリー・J. ブライジの曲)
「ビー・ハッピー」（Be Happy）はメアリー・J. ブライジのシングル。2ndアルバム『マイ・ライフ』(No More Drama)からの先行シングルとして1994年10月に発売された。
楽曲制作は、作詞をメアリー・J. ブライジ、アーリーン・デルバイエ、作曲をショーン・パフィ・コムズ、トラックマスターズのメンバーのジーン・クラウデ・オリバーが行ない、プロデュースもショーン・パフィ・コムズと、Pokeことジーン・クラウデ・オリバーが担当している。なお、バック・ボーカルはメアリーの姉のラトーニャ・ブライジ・ダコスタが担当している。
楽曲の構成は、イントロや伴奏などのベースラインに、カーティス・メイフィールドの1979年のアルバム『ハートビート』(Heartbeat)の収録曲「ユー・アー・ソー・グッド・トゥ・ミー」(You're So Good To Me)がサンプリングされており、他にもマーヴィン・ゲイの1976年の曲「アイ・ウォント・ユー」(I Want You)のコーラス・ボーカルの一部を歌うサンプリングが後半に挿入されている。
ファンクと甘美さが融合したカーティス・メイフィールドのサウンドとオリジナルのメロディーとが調和したヒット・ポテンシャルの高いナンバーに仕上がった「ビー・ハッピー」は、全米シングルチャート29位、R&Bチャートで6位を記録するヒットとなり、メアリー・J. ブライジの代表曲の一つとなっている。
コンセプト的には、「幸せ (Happy) を求めている人みんなのためにこの曲を作ったの。みんな、なかなか幸せになれない。（中略）幸せになるためには何事もやり続けなければならないと思う。それは全て自分の意志次第」とメアリーは語っている。歌詞の中には「Oh, I cannot hide the way I feel inside(No, I don't know why)/I don't know why but every day I wanna cry(Every day I wanna cry)」（ああ、私は自分の心の内を隠すことができない。なぜだか分からないけれど毎日泣きたくなるのよ）という様々なことに悩むメアリーの素直な感情が吐露されてもいて、「ビー・ハッピー」は自分への癒しの曲であり、自分を癒すために書いたともメアリーは語っている。

## チャート記録
| チャート(1994-1995)                                                                   | 最高位 |
| ------------------------------------------------------------------------------------- | ------ |
| アメリカ「ホット100・シングルチャート」(Billboard Hot 100)                            | 29     |
| アメリカ「ホットR&B/ヒップホップ・シングルチャート」(Billboard Hot R&B/Hip-Hop Songs) | 6      |
| イギリス「全英シングルチャート」(UK Singles Chart)                                    | 30     |
| イギリス「R&Bシングルチャート」(UK R&B Singles and Albums Charts)                     | 2      |
| オーストラリア「ARIAチャート」(ARIA Charts)                                           | 76     |

## リミックス・バージョン
- バッドボーイ・バター・ミックス feat. ケイス・マーレ―（英語版） (Bad Boy Butter Mix feat. Keith Murray)
  - ジミー・スパイサー（英語版）の1983年の曲「マネー」(Money (Dollar Bill, Y’all))がサンプリングされている[8]。
- ロン・G・リミックス feat. グレッグ・ナイス（英語版） (Ron G Remix feat. Greg Nice)
  - ローズ・オブ・ジ・アンダーグラウンド（英語版）の1993年の曲「チーフ・ロッカ」(Chief Rocka)がサンプリングされている[9]。

## 受賞・ノミネート
- 1996年米国作曲家作詞家出版者協会賞 (ASCAP)
  - 最優秀パフォーマンス・楽曲賞 (Most Performed Songs)受賞

## カバー
- ティードラ・モーゼス（英語版） - 2015年のミックステープ『ClairVoyant』収録

## 他の楽曲へのサンプリング
- リル・シーズ（英語版）の「ガールフレンド」(Girlfriend feat. Kelly Price) - 1999年
- デッド・プレズ（英語版）の「ハピネス」(Happiness) - 2000年
- ジャズミン・サリヴァンの「ホールディング・ユー・ダウン」(Holding You Down (Goin' in Circles)) - 2010年
- スヌープ・ドッグの「バッド・4・ミー」(Bad 4 Me) - 2013年
- タチアナ・アリ（英語版）の「ウェイト・フォー・イット」(Wait for It) - 2014年
- ディークライン（英語版）の「ビー・ハッピー (VIP Mix)」(Be Happy (VIP Mix)) - 2019年